# 圆锥柯
圆锥柯（学名：Lithocarpus paniculatus）为壳斗科柯属的植物。分布在中国大陆的广东、广西、湖南、江西等地，生长于海拔600米至1,200米的地区，一般生长在山地常绿阔叶林中，目前尚未由人工引种栽培。